# Морбю
Культура Морбю (швед. Morbykulturen) — археологическая культура, распространённая в период бронзового и железного века на юго-западе Финляндии, в центральной Швеции, на Аландских островах и в Латвии. Идентифицируется по своей керамике.
На территории Эстонии данная культура называется «культура Асва». Её самые ранние памятники обнаружены на острове Сааремаа. Асва является поселением эпохи раннего бронзового века. В период позднего бронзового века оно было ограждено широкой каменной стеной с деревянным палисадом. Внутри ограды обнаружены прямоугольные фундаменты с земляным полом, а также утопленные в земле очаги. Также обнаружено около 32 000 осколков керамики, различные каменные орудия и немногочисленные мелкие бронзовые изделия. Поселение просуществовало до римского железного века.
Часто встречаются предметы из кости и рога. В холодной почве сохранилось около 500 изделий из кости, в частности, гарпуны, наконечники стрел, ложки, рукоятки ножей, иглы, застёжки и инструменты для пряжи.
Керамика культуры Асва характеризуется как керамика, где основным является полосатый узор, изредка встречается текстильная керамика. Многие сосуды орнаментированы одним или несколькими рядами ямок. За исключением Эстонии, такой тип керамики распространён в юго-западной Финляндии и на поселении Дарсгерде в Уппланде. Подобная керамика, однако без орнамента, встречается также в Литве и Латвии.